# 小白楼地区城市主中心
小白楼地区城市主中心又称天津中央商务区、小白楼CBD，是2009年6月，中共天津市委、天津市政府发布了新版《天津市空间发展战略规划》中确定的城市心脏。《天津市空间发展战略规划》对天津市的发展方向、空间布局结构做出了规划安排。同时，进行了《天津市中心城区“一主两副”规划》的编制工作，小白楼地区被确定为城市主中心。

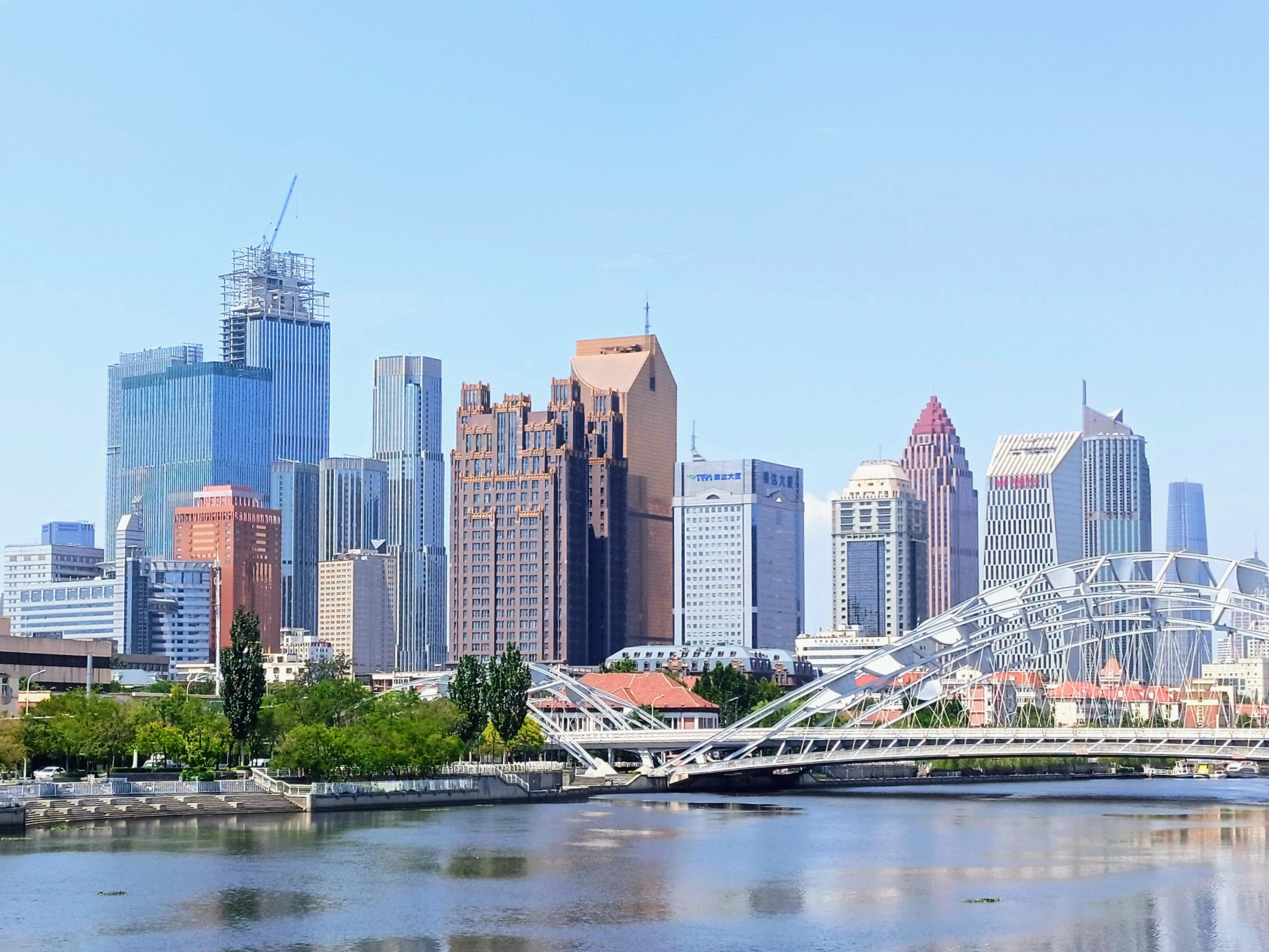
天津中央商务区

## 规划与历史

天津小白楼商务区

天津商务区位于城市中心海河两岸，用地范围：北至博爱道、海河东路；南至南京路、苏州道、江西路、合肥道；西至鞍山道；东至七纬路，占地面积为5.4平方公里。小白楼地区具有深厚的历史文化底蕴和金融、商务办公、中高端商业等多种功能，是天津最具特色和国际化的商务中心。天津商务区由小白楼商务区、天津金融城、南站商务区，以及和平路、滨江道商业区，南京路商务商业带等功能区组成。并结合天津作为国际港口城市、北方经济中心和生态城市的城市定位以及“双城区”的发展战略，确定在中心城区建立市级中心商务区。

## 功能区

### 小白楼商务区

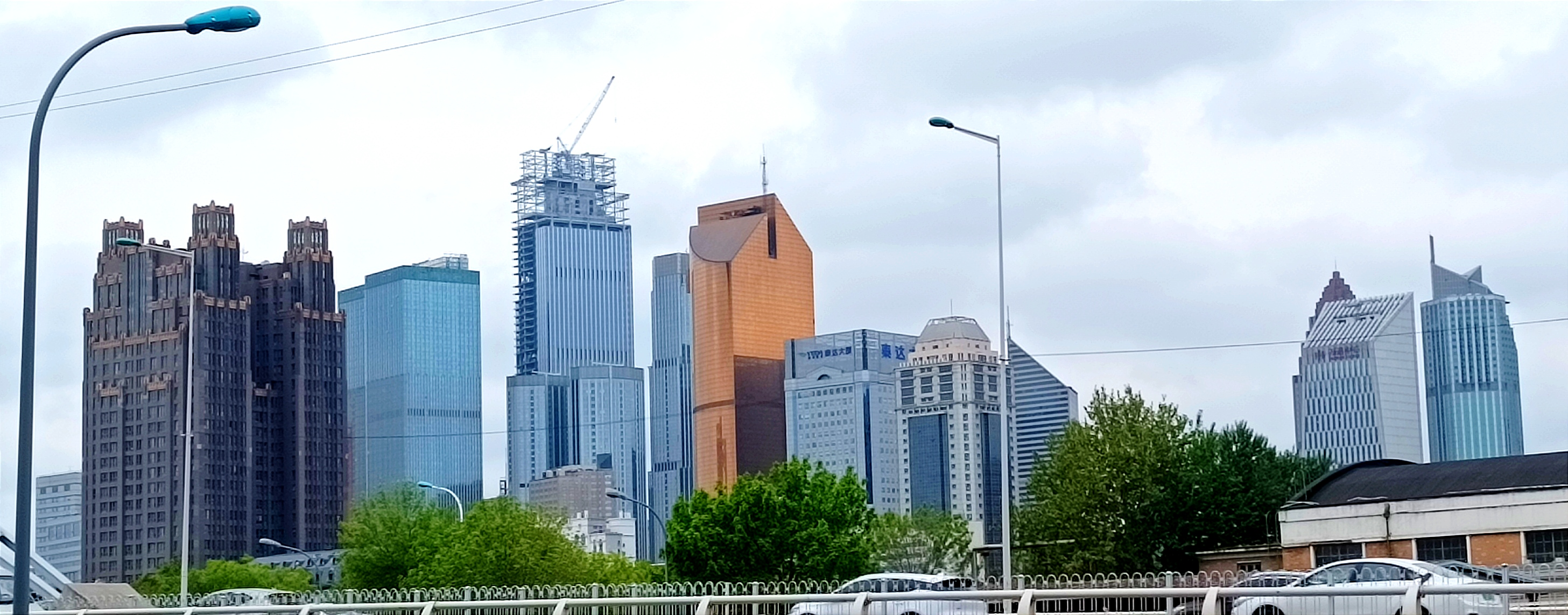
小白楼商务区

小白楼商务区是天津市传统的商务中心区，经过多年建设目前已初具规模。规划范围为北至曲阜道；南至苏州道、南京路；东至海河西路；西至湖北路、马场道，占地面积约70公顷。商务区内已经建有金皇大酒店、滨江万丽酒店、天津图书大厦、信达广场、建设银行大厦、泰达大厦、國際貿易中心（新加坡凱德集團收購爛尾樓後發展）等高层写字楼、酒店，小白楼1902欧式风情街、朗香街、海信广场等商业区。是天津高度集中的商务商业区。小白楼商务区功能定位为以商务带动商业，建设以高档商务写字楼、高级宾馆酒店、专业精品店、高级公寓为依托的高档商务商业载体；重点发展中介服务、高端品牌商业、企业总部等。而在2017年5月19日，小白樓天津美銀中心規劃方案批出（包括56層寫字樓及62層酒店各一層），為小白樓地區發展訂下新焦點。

### 海河东岸商务区

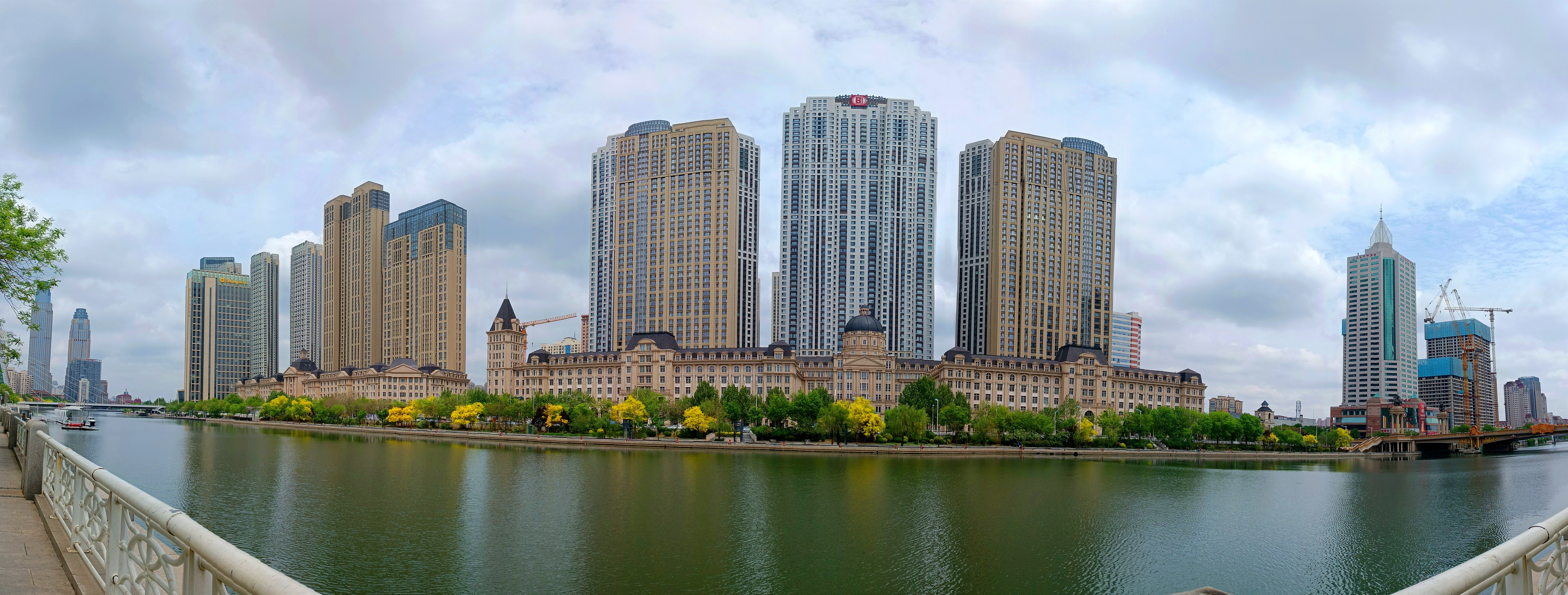
海河东岸商务区

海河东岸商务区位于河东区大王庄街道海河沿岸地区，规划范围为北至赤峰桥；南至十三经路；东至七纬路；西至海河，占地面积约95公顷。海河东岸商务区地理位置优越、交通便利、周边配套设施完备，是天津商务区的重要拓展建设用地。海河东岸商务区定位为综合性商务办公中心，形成以现代金融、财务会计、律师咨询、营建顾问等现代服务业为主导的，以高端商业、文化休闲为补充的，以近代工业文化为特色的可持续、复合型城市商务中心。现海河东岸商务区已成为拥有多座甲级写字楼以及五星级大酒店、商务商业建筑的现代化商务区，成为立足天津、服务环渤海、面向东北亚的现代、国际化中央商务区。

### 天津金融城

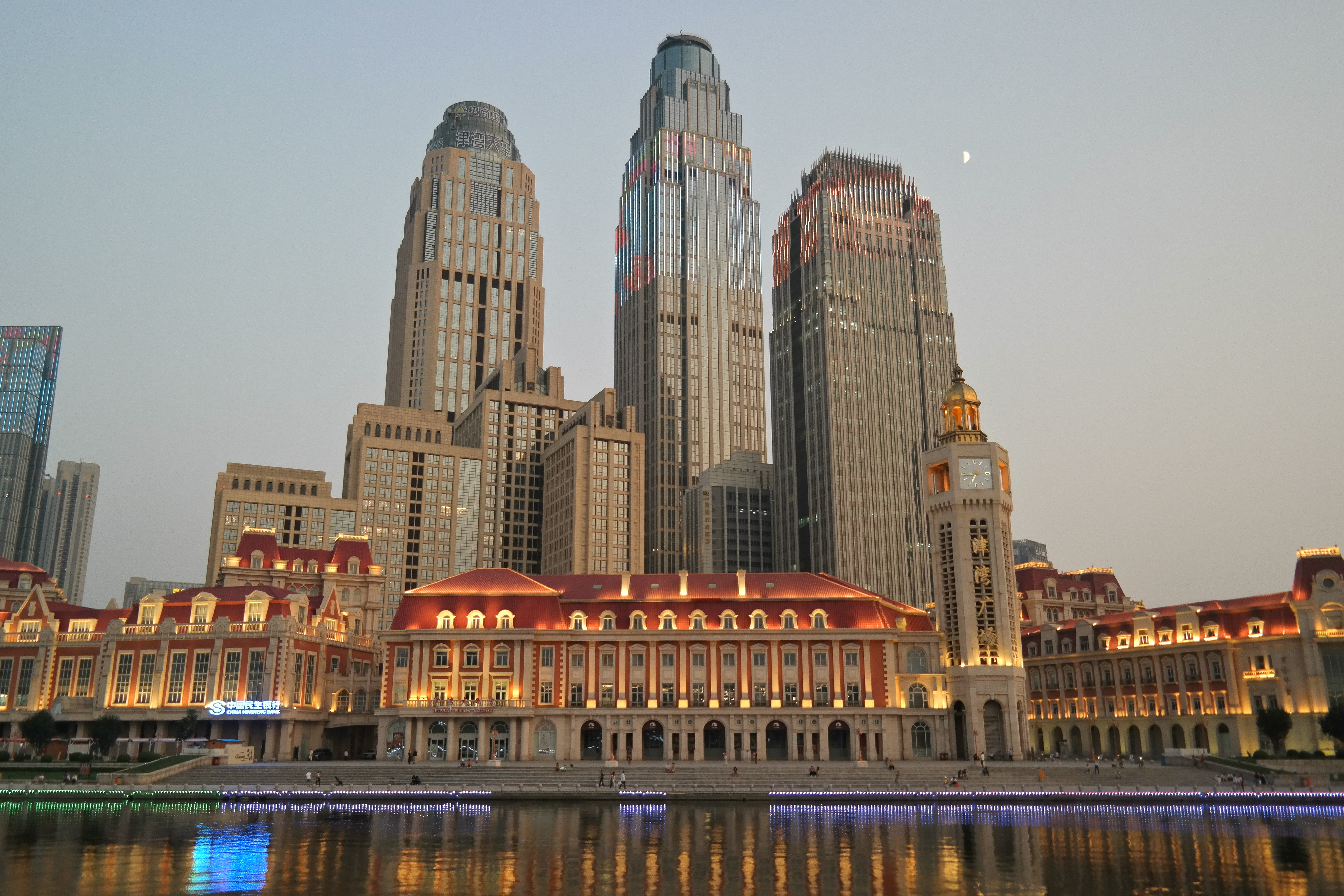
津湾广场

天津金融城东起海河、南至曲阜道、西至建设路、北达海河，占地面积1.33平方公里。规划建筑面积230万平方米。 天津金融城是2006年底，天津市委、市政府决定以解放北路金融街为轴心，依托解放北路金融街，在和平区大沽北路、解放北路地区建设天津金融城。金融城以银行、保险、证券、基金等传统金融业为主导，以会计、审计、评估、中介、法律、信息、咨询等现代金融服务业为辅助，配合展览、旅游、娱乐等服务设施，建立天津金融服务中心和金融创新中心，成为天津金融业的管理中心、业务中心和信息发布中心。

### 南京路

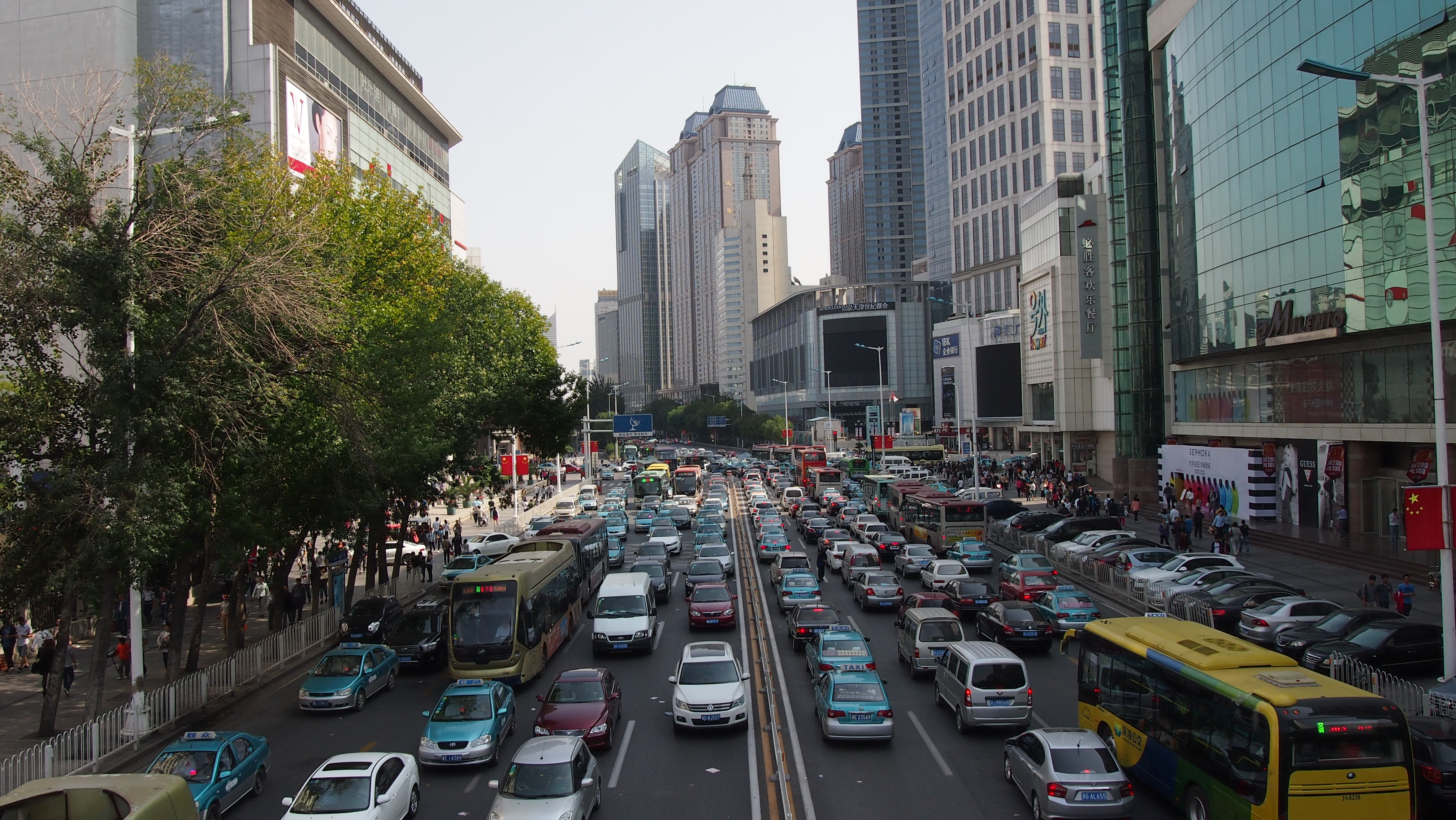
南京路

南京路是天津市的一条主要干道，大部分属于内环线，是天津商务商业中心的重要组成部分。南京路两侧有津汇广场、君隆广场、天津中心等写字楼、酒店。

### 和平路和滨江道
和平路和滨江道是天津市的商业娱乐中心，现已建设完成商业功能，有恒隆广场、现代城二期等商业广场。

## 图集

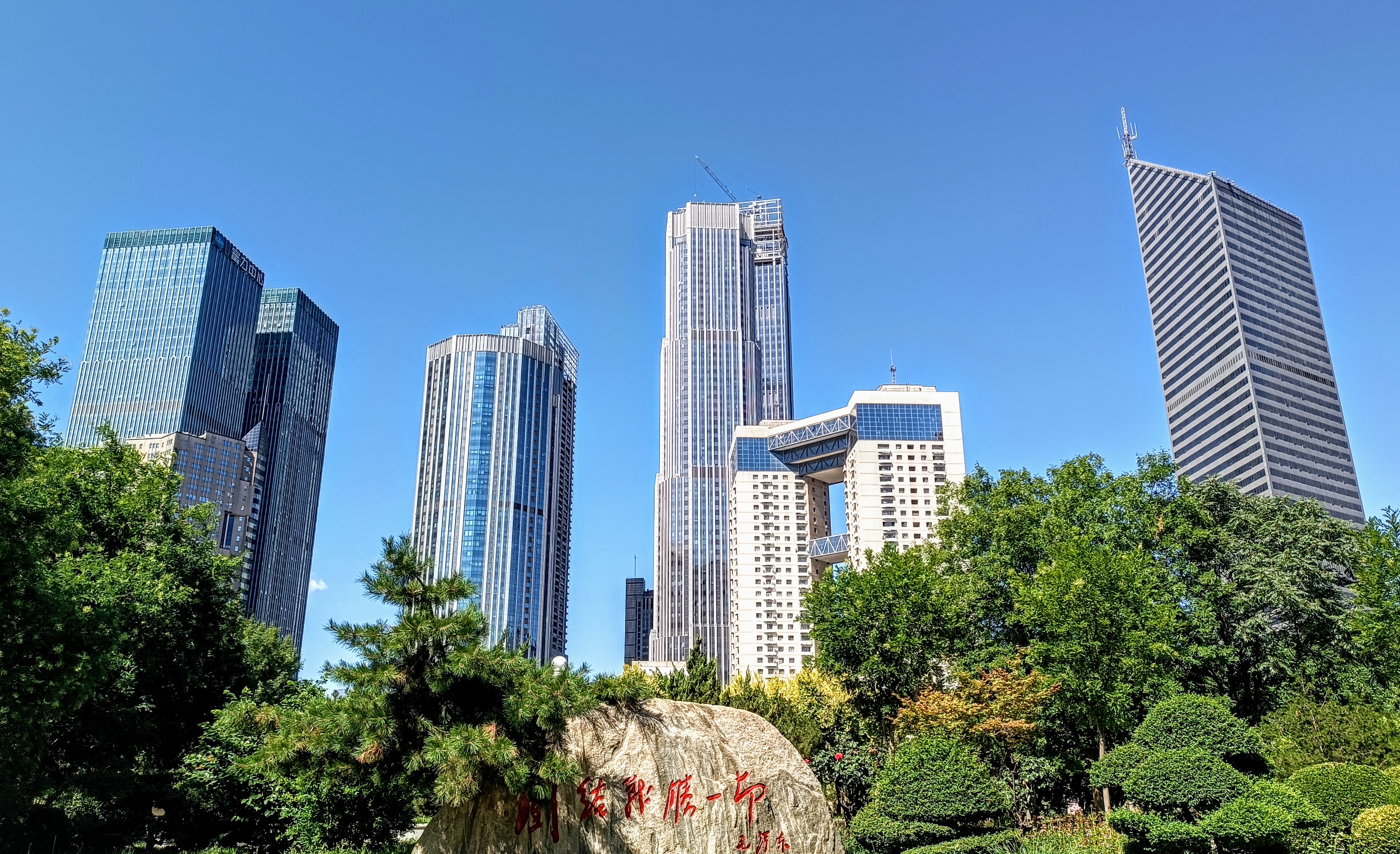
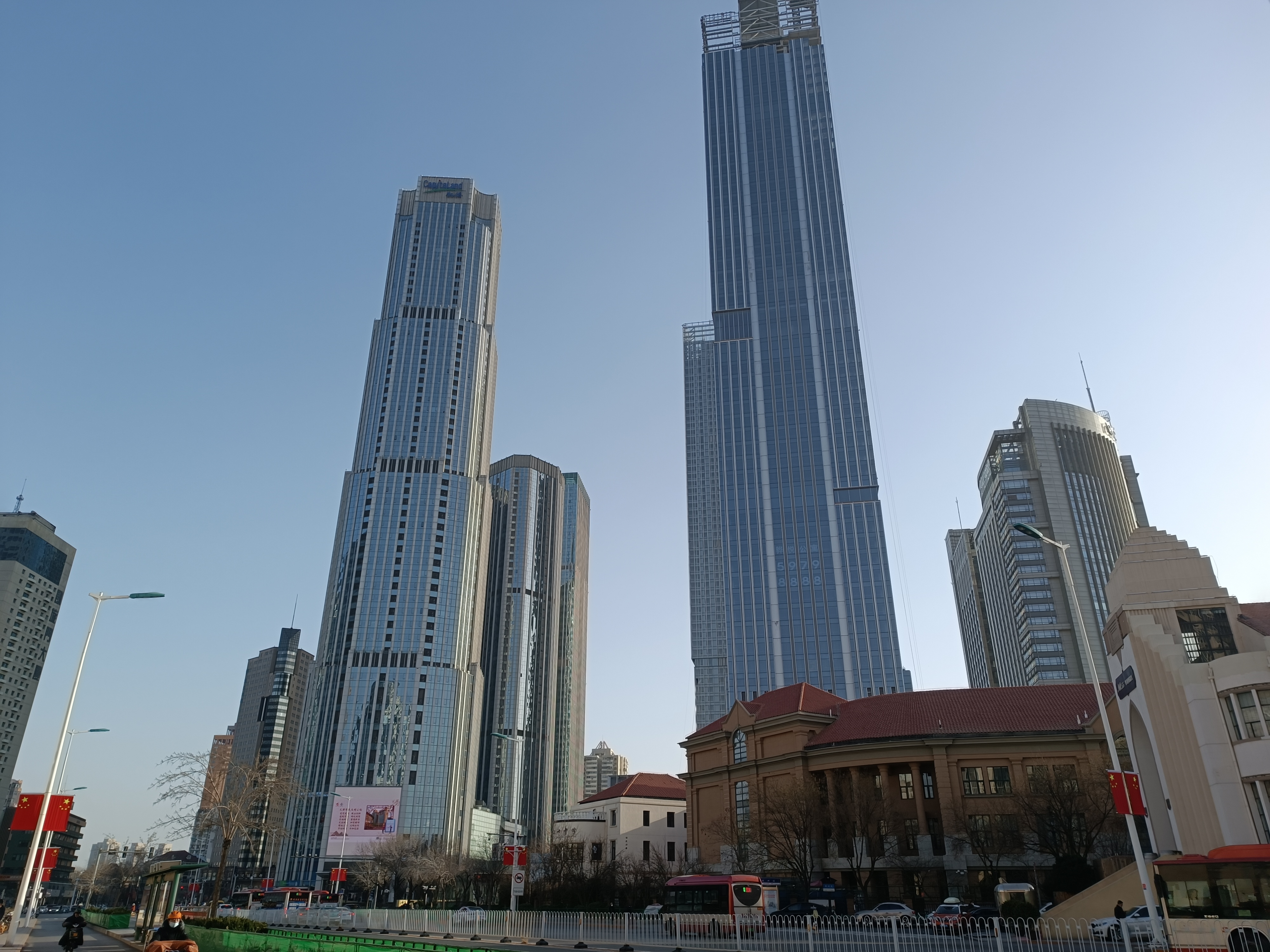
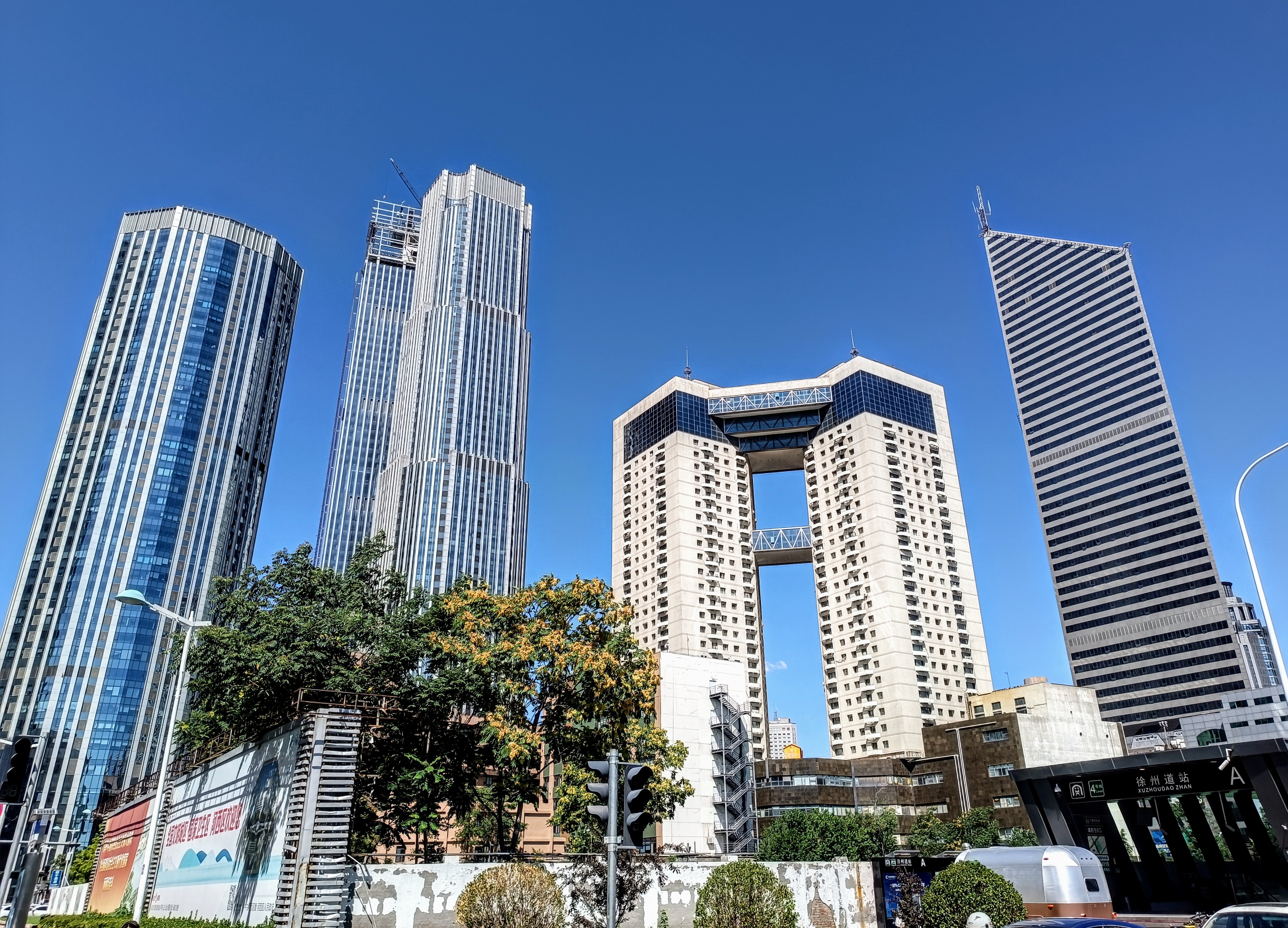
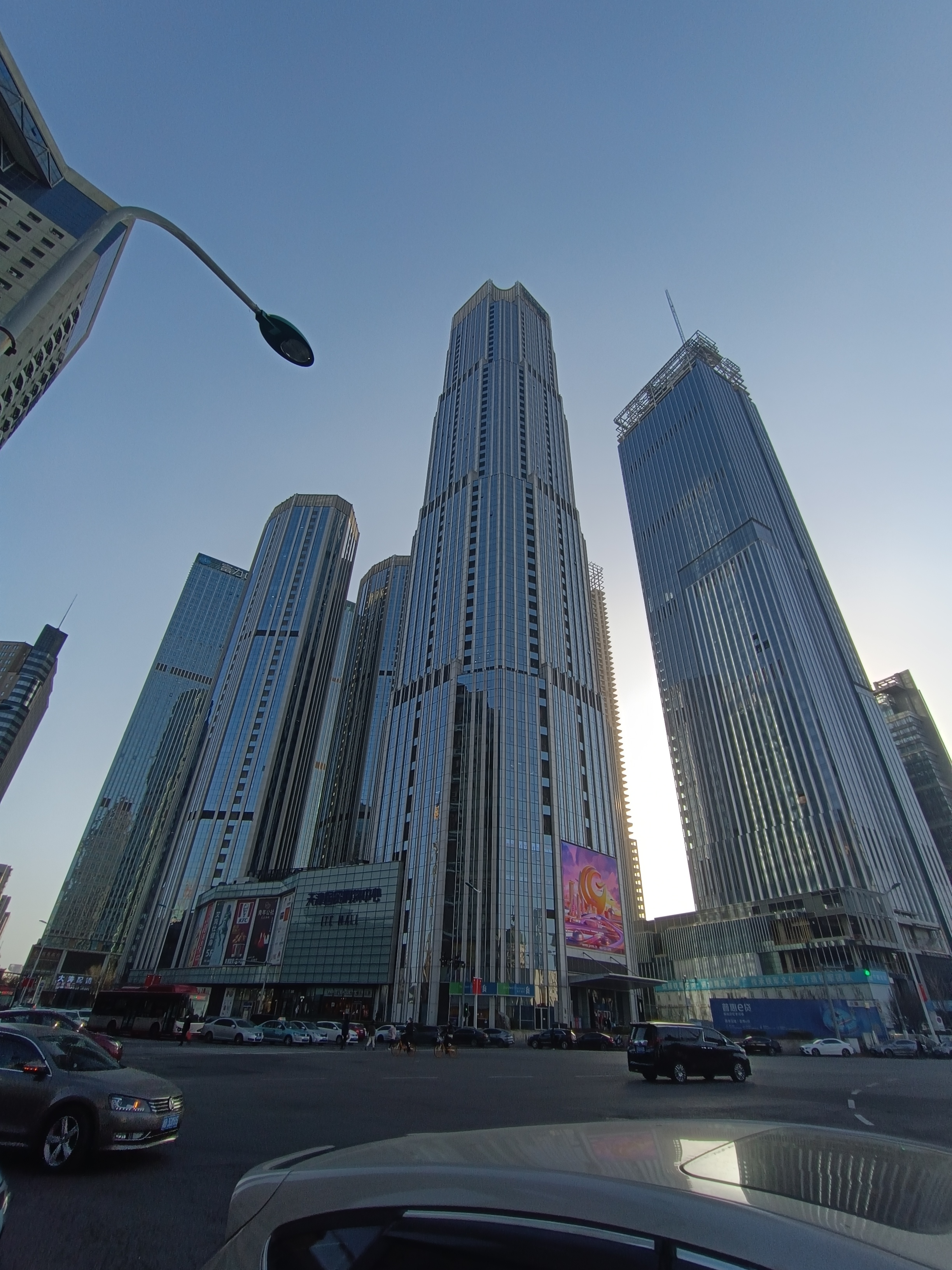
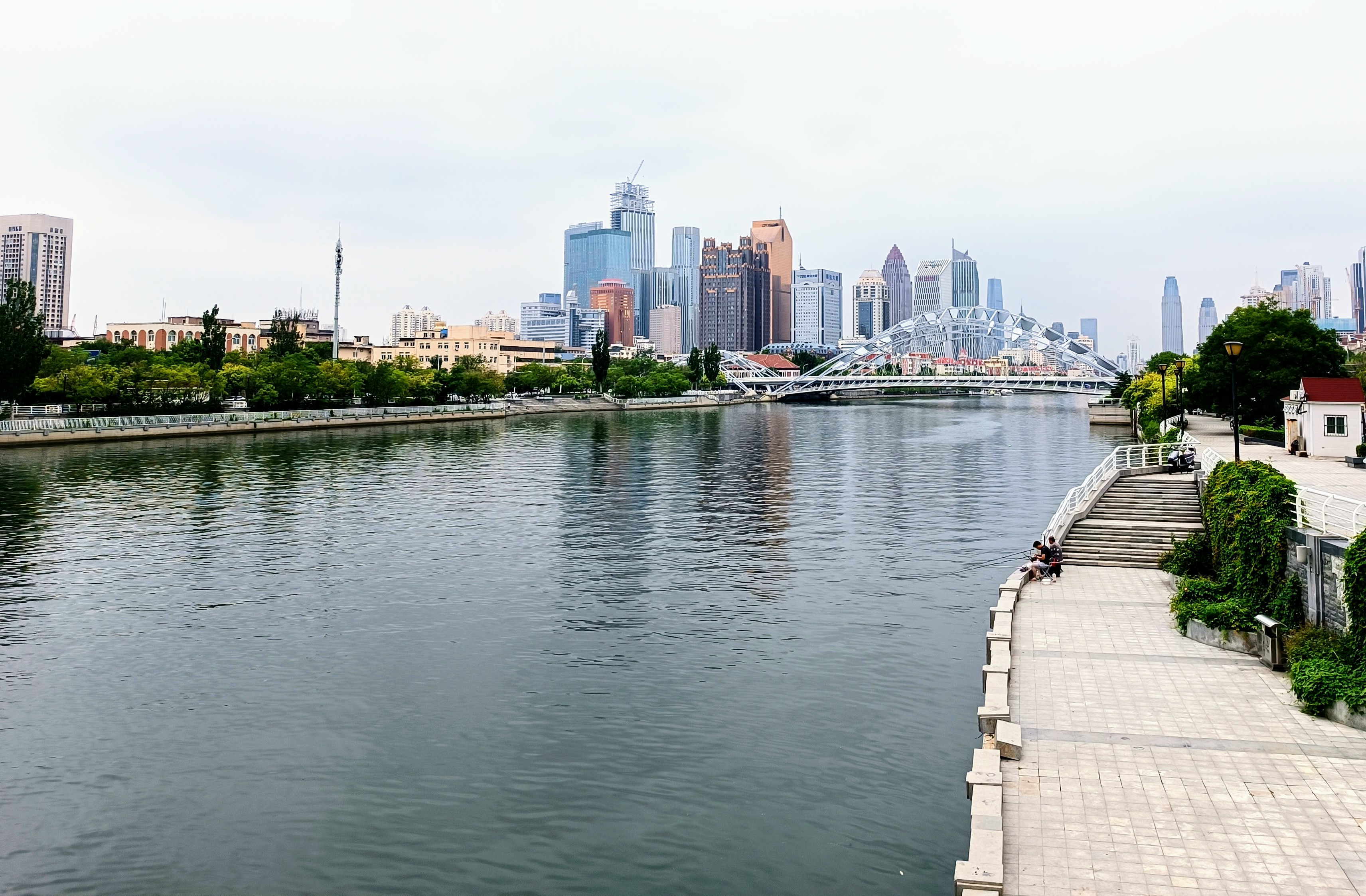
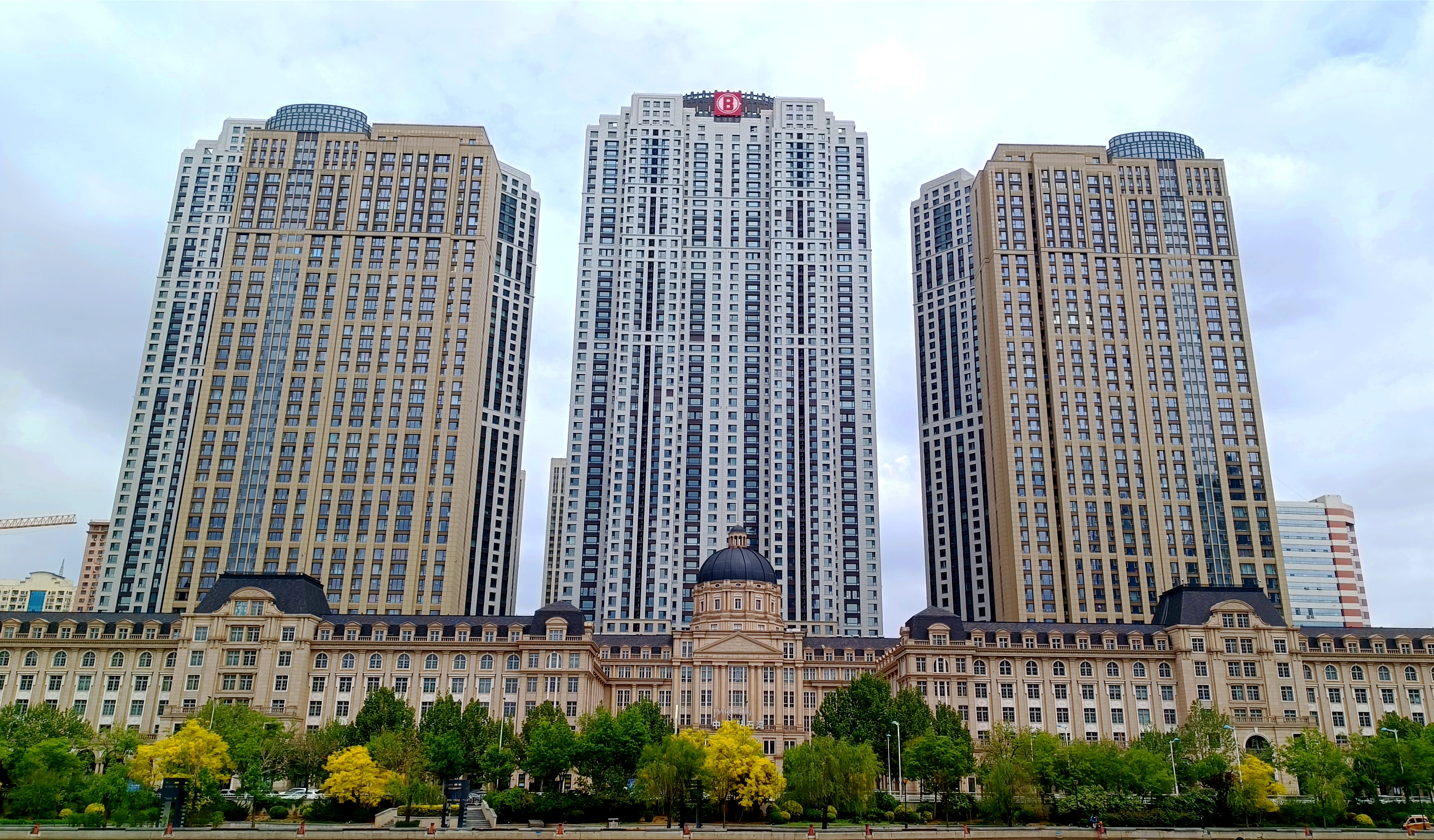

## 交通
- 天津站、旧火车南站（已拆除）
- 天津地铁
  -  █ 1号线
  -  █ 3号线
  -  █ 4号线
  -  █ 5号线
  -  █ 9号线

## 著名建筑
- 劝业场
- 渤海大楼
- 津塔
- 天津音乐厅
- 津门
- 津湾广场
- 利顺德饭店

## 酒店
- 威斯汀酒店
- 莱佛士酒店
- 金皇大酒店
- 圣瑞吉酒店
- 日航酒店

## 学校
- 耀华中学
- 二十中学

## 医院
- 天津口腔医院
- 天津总医院